# Домнин, Юрий Сергеевич
Юрий Сергеевич Домнин — российский учёный, доктор технических наук (1999), лауреат Государственной премии РФ (1998).

## Биография
Родился 24.05.1942 в Александровске-Сахалинском. Окончил Московский физико-технический институт (1970).
С 1970 г. по настоящее время работает во ВНИИФТРИ (Всероссийский научно-исследовательский институт физико-технических и радиотехнических измерений): инженер, старший инженер, младший научный сотрудник, старший научный сотрудник, с 1976 начальник лаборатории, в 1986—2000 зам. директора.
Доктор технических наук (1999), диссертация:
- Методы и средства измерений оптических частот и их применение в эталонах времени, частоты и длины : диссертация … доктора технических наук в форме науч. докл. : 05.11.15. — Москва, 1999. — 64 с.; 20х15 см.

Область научных интересов — метрология и метрологическое обеспечение.
Лауреат Государственной премии РФ (1998, в составе коллектива) — за создание ультрастабильных по частоте лазеров, средств измерения оптических частот и их применение в прецизионных измерениях.